# Working Title Films
Working Title Films é uma empresa de produção cinematográfica britânica, com sede em Londres, na Inglaterra. Foi fundada por Tim Bevan e Sarah Radclyffe em 1983 e produz filmes e algumas produções televisivas. Eric Fellner e Bevan são os atuais coproprietários da empresa.

## Companhia
Working Title Films foi co-fundada pelos produtores Tim Bevan e Sarah Radclyffe em 1984. Em 1992, PolyGram virou o sustentador da empresa. Radclyffe deixou a Working Title Films e Eric Fellner a substituiu. A empresa produziu uma variedade de filmes para a empresa PolyGram Filmed Entertainment. PolyGram Films foi vendida para a Seagram em 1999.